# Perieni (okręg Vaslui)
Perieni – wieś w Rumunii, w okręgu Vaslui, w gminie Perieni. W 2011 roku liczyła 3536 mieszkańców.